# Apocalipsis copto de Pablo

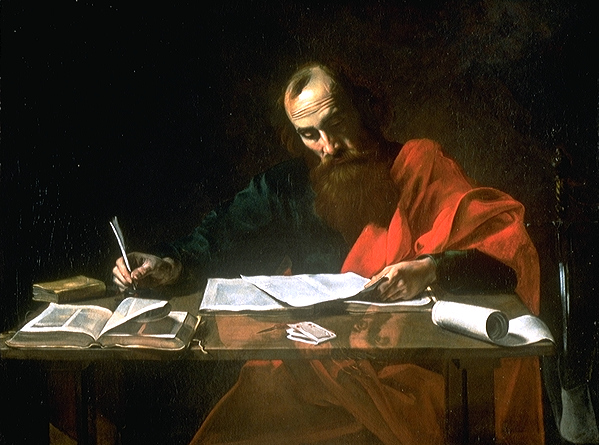
Representación artística de San Pablo escribiendo sus Epístolas, siglo XVI (Blaffer Fundación Colección, Houston, Texas). La mayoría de los estudiosos creen que Pablo realmente dictaba sus cartas a un secretario, como el llamado Tercio, nombrado en.

El Apocalipsis copto de Pablo, también llamado de Apocalipsis gnóstico de Pablo, es uno de los textos gnósticos que se encuentran en los Manuscritos de Nag Hammadi (Códice V).
Epífanes lo mencionó como obra de los cainitas, quienes adoraban a Caín como el Mesías, porque, en su opinión, el Dios del Antiguo Testamento, a quien llamaban Yaldabaoth, era malvado.
El texto gnóstico describe la ascensión de Pablo a través de los cielos, con Yaldabaoth (descrito como un anciano en un trono) tratando de evitarlo. Según él, el alma que no tiene el conocimiento necesario para derrotar a Yaldabaoth es enviada de regreso, en la visión, para reencarnarse.
Este texto también fue utilizado por los setianos y fue parte de un reclamo impugnado entre valentianos y otros grupos gnósticos sobre quién fue el verdadero heredero del apóstol Pablo.

## Características literarias
La versión del Apocalipsis de Pablo existente en NHC V es corta; la lengua original es el griego -en general se presupone esto para casi todos los otros textos de la tradición copta más antigua. Sin embargo no hay ninguna señal segura de esto en el texto. Se puede decir muy poco con respecto a la pregunta de si el texto corresponde en la extensión al original griego presumido, o ha sido corregido por las supresiones y adiciones excesivas de la traducción copta.

## Lugar y fecha
La fecha y la procedencia del documento no se pueden determinar con ninguna certeza. El texto debe estar ubicado en el contexto del interés notable en el siglo II, por el apóstol Pablo. La representación de Pablo como exaltado incluso sobre los otros apóstoles es común en el Gnosticismo del siglo II, especialmente Valentiniano, y, según Ireneo (Haer. II.30.7), había una tradición gnóstica que interpretaba la experiencia de Pablo en 2 Co 12:2-4. Sin embargo, se puede sugerir solamente el período desde la mitad del 2.º siglo al principio del 4.º como la época posible de origen. Nada se puede decir sobre su origen geográfico.

## Contenido teológico
El contenido del Apocalipsis de Pablo puede ser dividido en tres episodios distintos: una escena epifánica, una escena de juicio y castigo, y un viaje divino.
Una de las pocas características teológicas significativas de este documento debe ser la función asignada a la figura de Dios Padre de Dn 7:9. El Anciano entronizado en el séptimo cielo encarna evidentemente al Creador, degradado bajo los ojos gnósticos. Pero no se puede asegurar con certeza que provenga de círculos gnósticos con un prejuicio contra-judío por este sólo punto de vista.

## Fragmento
Yo, entonces, miré hacia arriba y vi al Espíritu que me decía: Pablo, ven, acércate a mí. Y cuando yo avancé, se abrió la puerta y entré en el quinto cielo. Y vi a mis colegas apóstoles que me acompañaban 22 mientras el Espíritu venía con nosotros. Y en el quinto cielo vi un gran ángel que enarbolaba en su mano una vara de hierro. Con él estaban otros tres ángeles y yo levanté la vista hacia ellos. Pero peleaban entre ellos enarbolando látigos, empujando a las almas hacia el juicio. Yo, por mi parte, avanzaba con el Espíritu y la puerta se me abrió. Entonces ascendimos al sexto cielo y vi a mis colegas apóstoles que me acompañaban, y el Espíritu Santo me conducía ante ellos. Levanté la mirada y vi una gran luz que resplandecía sobre el sexto cielo. Hablé y dije al guardián que estaba en el sexto cielo: Abre para mí y para el Espíritu Santo que me precede. Entonces me abrió y ascendimos al séptimo cielo. Vi un anciano ... de luz cuya vestidura era blanca. Su trono, que se halla en el séptimo cielo, resplandecía más que el sol, siete veces más. 23 El anciano tomó la palabra y me dijo: ¿A dónde vas, Pablo, el bendecido, el que fue separado desde el vientre de su madre?. Ahora bien, yo miraba al Espíritu, y él movía la cabeza diciéndome: Habla con él. Yo hablé y dije al anciano: Regreso al lugar del cual procedí. El anciano me contestó: ¿De dónde procedes? Yo le respondí diciendo: Desciendo al mundo de los muertos para llevar cautiva a la cautividad que fue cautivada en la cautividad de Babilonia. El anciano me contestó diciendo: ¿De qué manera podrás apartarte de mí? Mira y ve a los principados y a las potestades. El Espíritu intervino diciendo: Entrégale la señal que está en tu mano, y te abrirá. Entonces yo le di la señal. Él volvió el rostro hacia abajo, hacia su creación y los que son sus potestades. Entonces se abrió el octavo cielo y ascendimos a la 24 Ogdóada. Y vi a los doce apóstoles. Me saludaron y ascendimos al noveno cielo. Yo saludé a todos los que se hallaban en el noveno cielo, y ascendimos al décimo cielo. Y yo saludé a mis espíritus compañeros.